# NGC 4438
NGC 4438 je spiralna galaktika u zviježđu Djevici.
NGC 4438 zajedno s NGC 4435 čini dvije međudjelujuće galaktike koje se nalaze 52 milijuna godina od Zemlje. NGC 4438 također spada u Markarianov lanac, skupinu od najmanje 7 vidljivih poredanih galaktika u skupu Djevici. 

## Vanjske poveznice
- (engl.) SEDS: NGC 4438
- (engl.) Revidirani Novi opći katalog
- (engl.) Izvangalaktička baza podataka NASA-e i IPAC-a
- (engl.) Astronomska baza podataka SIMBAD
- (engl.) VizieR